# Santamartaskogsgärdsmyg
Santamartaskogsgärdsmyg (Henicorhina anachoreta) är en fågel i familjen gärdsmygar inom ordningen tättingar.

## Utbredning och systematik
Fågeln förekommer över 2000 meter över havet i Santa Marta-bergen i norra Colombia. Tidigare behandlades den som underart till gråbröstad skogsgärdsmyg (Henicorhina leucophrys'’).

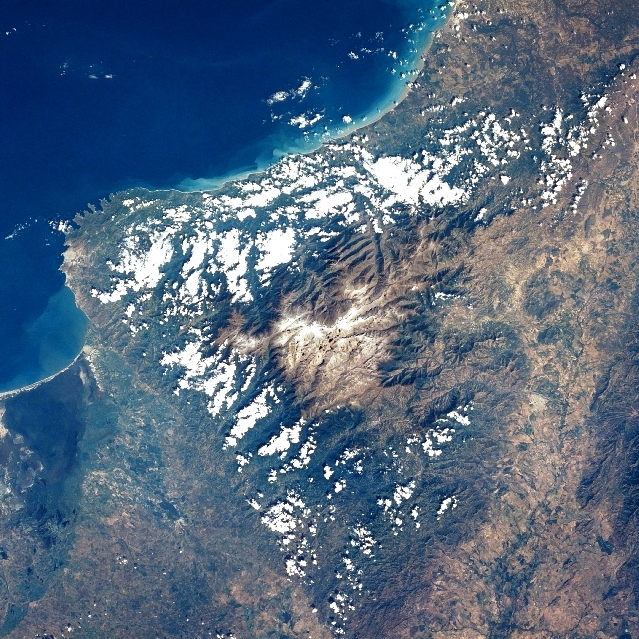
Flygbild över Sierra Nevada de Santa Marta.

## Status
IUCN kategoriserar den som nära hotad.